# Antonio Iriondo
Antonio Iriondo Ortega (Moscú, URSS, 3 de noviembre de 1953) es un entrenador español. Ha entrenado entre 2020 y 2021 al Rayo Majadahonda, de la Segunda División B de España, tras haberlo hecho anteriormente entre 1994 y 1998, y de nuevo entre 2012 y 2019. Actualmente es entrenador del San Fernando C. D. de la Segunda Federación.

## Trayectoria

### Como jugador
Nacido en Moscú de padres refugiados españoles durante la Guerra Civil Española, Iriondo volvió a España con cuatro años. Su trayectoria como jugador se limita a categorías inferiores del fútbol profesional, destacando como algunos de estos clubes el CDC Moscardó, en el que con diecisiete años debutó, el Real Madrid Castilla, el Atlético Amorós, el Alcorcón y el RCD Carabanchel. Tras doce años, se retiró en 1982, sin haber cumplido los treinta años.

### Como entrenador
Iriondo comenzó su carrera como entrenador en el CD Móstoles a principios de los años 90. Tras él, pasaría por otros equipos locales hasta recalar en el CF Rayo Majadahonda, en su primera etapa, en 1994, equipo para el cual consiguió en 1996 el primer ascenso a Segunda División B. Sin poder mantenerse en la categoría, el club descendió la temporada siguiente. En 1998, Iriondo abandonó el club majariego, fichando para la temporada 1998-99 por el Atlético Amorós, equipo con el que jugó veinticinco años antes, permaneciendo una única temporada. Tras pasar por otros pequeños clubes, en 2002 se convirtió en el entrenador del Rayo Vallecano B, llegando a dirigir al primer equipo, que militaba en Primera División a consecuencia de la destitución de Gustavo Benítez, anterior entrenador del Rayo Vallecano.
Pasó, durante los siguientes años, de manera intermitente por el CD San Fernando y el CD Toledo hasta convertirse, en 2012, en entrenador del CF Rayo Majadahonda, por segunda vez, después de casi quince años. 
Desde entonces, su carrera profesional ha vivido un paulatino ascenso por los meritorios logros conseguidos con el club majariego, como el campeonato de Tercera División en 2015, que trajo consecutivamente un histórico ascenso a Segunda División B, que finalmente culminó, tras tres temporadas en la categoría de bronce, en un insólito ascenso a Segunda División en 2018, después de colocarse por segunda vez consecutiva en puestos de play-off de ascenso. Tras el descenso a Segunda B el 10 de junio de 2019 presentó su dimisión en el CF Rayo Majadahonda.
En julio de 2019, el extécnico del Majadahonda, de 65 años, firma con el Jamshedpur FC de la Superliga de India.
El 1 de junio de 2020 se anuncia su regreso al Rayo Majadahonda, equipo al que entrenará tras haberlo hecho durante once años, en dos etapas, entre 1994 y 1998, y entre 2012 y 2019. Iriondo logró con el club rayista dos ascensos a Segunda B, en 1997 y 2015, aunque su mayor proeza fue la promoción del club a la Liga 123 el 27 de mayo de 2018.
El 9 de mayo de 2022, firma por el Atlético Sanluqueño Club de Fútbol de la Primera División RFEF, en la jornada 36 de la temporada 2021-22.  Pese al descenso de categoría continuó en el conjunto gaditano para liderar el proyecto en la temporada 2022-23 en Segunda Federación, logrando el ascenso a la Primera Federación.
El 30 de octubre de 2023, es destituido como entrenador del Atlético Sanluqueño Club de Fútbol de la Primera Federación, tras cosechar un balance de 4 derrotas, 3 empates y 2 victorias en los 9 partidos disputados de la temporada 2023-24.
El 20 de junio de 2024, firma por el San Fernando C. D. de la Segunda Federación.

## Clubes

### Como entrenador
| Club                          | País   | Año             |
| ----------------------------- | ------ | --------------- |
| RCD Carabanchel               | España | 1992−1993       |
| AD Villaviciosa de Odón       | España | 1993−1994       |
| CF Rayo Majadahonda           | España | 1994−1998       |
| CP Amorós                     | España | 1998−1999       |
| CD Manchego                   | España | 1999−2000       |
| CD Madridejos                 | España | 2000−2001       |
| Atlético Pinto                | España | 2001−2002       |
| Rayo Vallecano B              | España | 2002−2003       |
| Rayo Vallecano                | España | 2003            |
| Rayo Vallecano B              | España | 2003-2004       |
| UD San Sebastián de los Reyes | España | 2004−2005       |
| CD Toledo                     | España | 2005−2007       |
| CD San Fernando               | España | 2007−2009       |
| CD Toledo                     | España | 2010            |
| San Fernando CD               | España | 2011−2012       |
| CF Rayo Majadahonda           | España | 2012−2019       |
| Jamshedpur FC                 | India  | 2019-2020       |
| CF Rayo Majadahonda           | España | 2020-2021       |
| Atlético Sanluqueño           | España | 2022-2023       |
| San Fernando C. D.            | España | 2024-actualidad |